# A. J. 크로닌

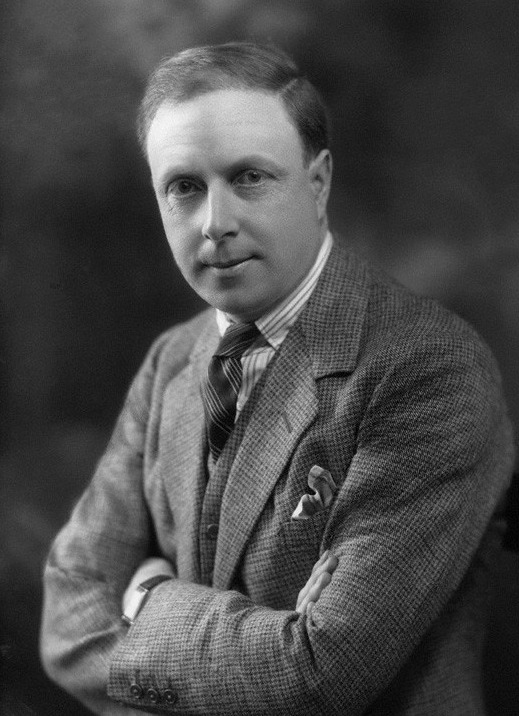

아치볼드 조지프 크로닌 (Archibald Joseph Cronin, M.B., Ch.B., M.D., D.P.H., M.R.C.P., 1896년 7월 19일 ~ 1981년 1월 6일) 은 영국의 소설가이자 의사이다. 스코틀랜드의 덤버튼에서 출생하였으며, 의학을 전공한 후 해군 군의관·탄광 의사를 지냈다. 그 후 개업하여 크게 번성하였으나, 소년 시절부터 꿈꾸어 왔던 소설가로 직업을 바꾸었다. 1931년 《모자 장사의 성》으로 문단에 등장하였으며, 자전적인 소설 《성채》를 발표하여 큰 인기를 얻었다. 그는 주로 인도주의적인 입장에서 작품을 썼다. 대표작으로는 《천국의 열쇠》, 《두 세계 사이》, 《청년 시절》 등이 있다.